# Rosmersholm

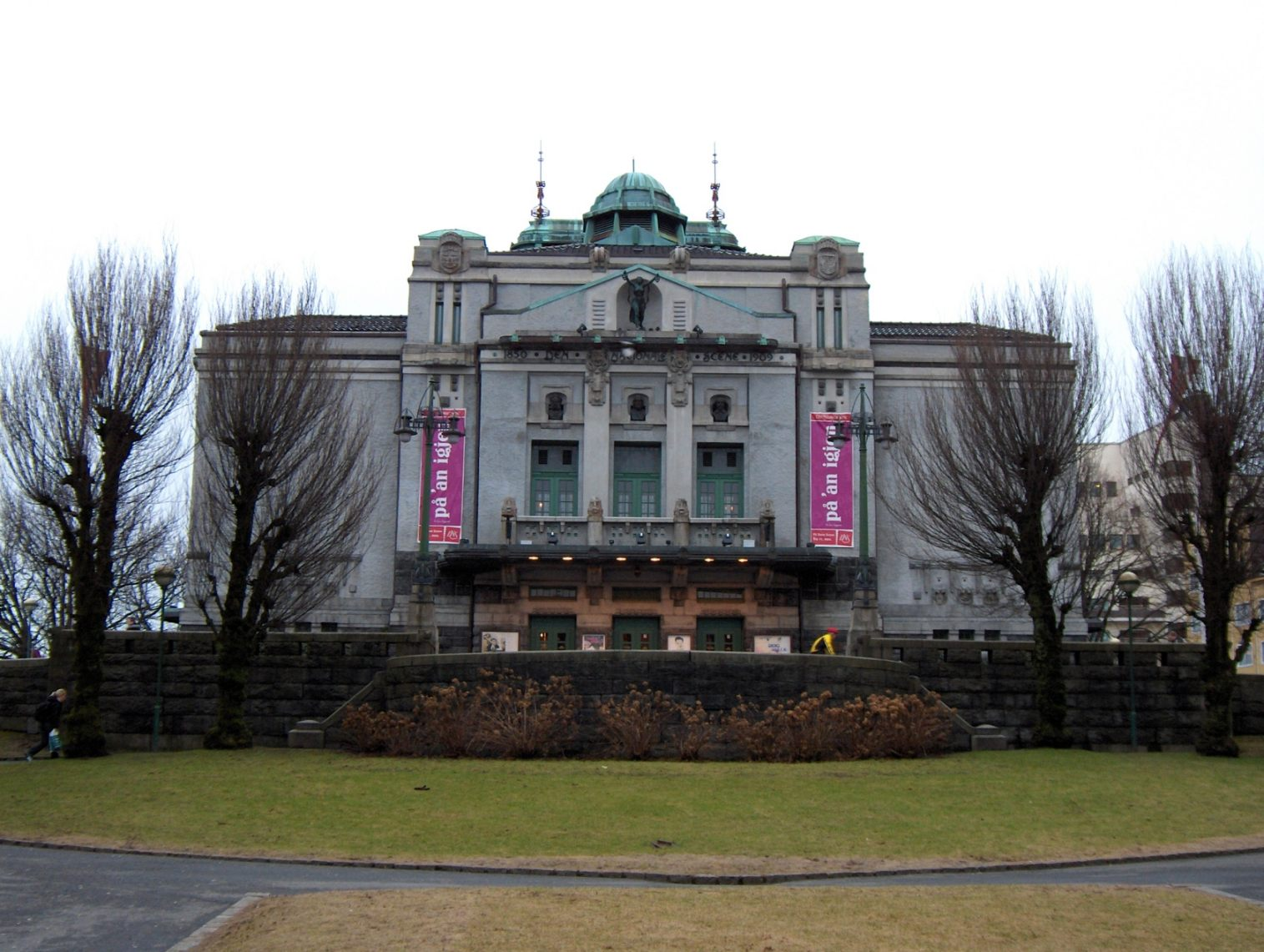
Den Nationale Scene, em Bergen, onde a peça “Rosmersholm” foi representada pela primeira vez, em 1887.

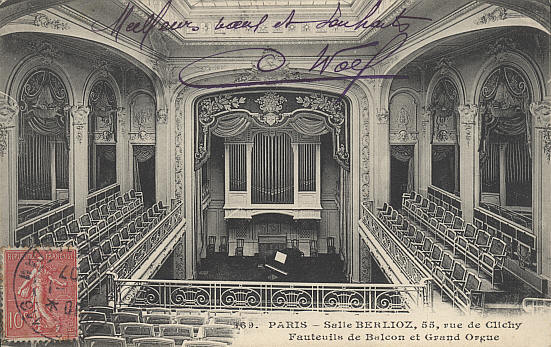
Théâtre de l’Ouvre (em 1907), onde a peça “Rosmersholm” foi representada em 1893.

Rosmersholm é uma peça teatral escrita pelo dramaturgo norueguês Henrik Ibsen. Escrita e publicada em 1886, foi representada em 17 de janeiro de 1887, no Den Nationale Scene, em Bergen. Em 1893, voltou a ser representada no Théâtre de l’Ouvre de Lugné-Poe transformando-se em representante do movimento simbolista francês.
O seu texto foi citado nas epígrafes iniciais de cada capítulo do romance Branco Letal, de Robert Galbraith, pseudônimo de J. K. Rowling.

## Personagens
- Rosmer, proprietário de Rosmersholm, ex-pastor da comuna
- Rebecca West
- Reitor Kroll, cunhado de Rosmer
- Ulrik Brendel
- Peter Mortensgaard
- D. Helseth, arrumadeira em Rosmersholm

## Sumário
A peça relata as lutas interiores de Rosmer, cuja esposa Felícia  se suicidou, e Rebecca West, que cuidou de Felícia e agora vive sob o mesmo teto de Rosmer. As convenções políticas e sociais se insinuam em seu relacionamento, assim como a culpa pelo suicídio de Felícia, de forma a revelar, aos poucos, a fragilidade humana e a guerra de princípios e paixões, caminhando para a única forma de vencer e se libertar, através da entrega em um trágico final.

## Enredo

### Ato I
O primeiro ato ocorre em Rosmersholm, mansão situada à margem de um fiorde, na sala, em uma tarde de verão. Rebecca West faz tricô, quando D Helseth, a arrumadeira, entra. Ambas conversam e esperam pelo pastor Rosmer; comentam, ao olhar pela janela, que ele faz um caminho mais longo para evitar passar no pontilhão onde ocorrera uma “desgraça”, à qual se referem levemente. O reitor Kroll se aproxima da casa, e é recebido por Rebecca.
Rebecca e Kroll conversam sobre política, com relação aos movimentos populares que ele tem enfrentado. Conversam depois sobre a ausência de Felícia, esposa de Rosmer, que suicidou-se. Kroll insinua que Rebecca poderia ocupar o lugar de Felícia e ela desconversa. Rosmer chega.
Rosmer cumprimenta Kroll com alegria, e queixa-se da ausência do amigo e cunhado. Kroll conta de seus envolvimentos políticos, e de como até em sua casa há revolta, pois sua família tem lido, às escondidas, o jornal “Farol”. Kroll se queixa, e diz que há de combater esse espírito de destruição com todas as suas forças, como é de seu dever. Revela que esse é o motivo pelo qual veio visitar Rosmer, que veio pedir sua ajuda nessa luta.
Rosmer recusa, prefere não se envolver, diz que esse gênero de trabalho não lhe cabe. Rebecca o defende. Rosmer insinua que os tempos mudaram, e que a opinião individual ganhou mais independência. Falam sobre a influência do mestre-escola Mortensgaard na região, com o jornal “Farol”. Kroll informa a compra do “Jornal do Distrito”, para combater as ideias do “Farol”, e convida Rosmer para a direção desse jornal.
Rosmer se apavora com o convite, e não aceita. D. Helseth anuncia a chegada de Ulrik Hekman, na verdade o pseudônimo de Ulrick Brendel, que já fora preceptor de Rosmer, e Kroll demonstra não gostar dele. Ulrik entra.
Ulrick os cumprimenta, mas Kroll se mantém com pouca intimidade. Ulrik indaga sobre alguma sala em que se possa fazer uma reunião, e Rebecca sugere que se dirija a Peter Mortensgaard, ao que ele aceita, e revela o desejo de se tornar conhecido, de lutar pelos seus ideais. Após falar de suas pretensões, pede dinheiro e alguma roupas usadas a Rosmer, que Rebecca se oferece para providenciar, e os dois saem.
Rosmer e Kroll conversam, e Rosmer confessa ter sofrido, também, uma transformação, idêntica a dos filhos de Kroll. Kroll fica decepcionado, e não aceita a ideia, acha-o um sonhador. Rosmer revela o desejo de ver o advento da soberania popular. Kroll o chama “renegado”, desertor, e rompe relações com ele.
Rebecca entra, e Kroll se despede e se retira, antes reconhecendo nas palavras de Rosmer as palavras de Felícia, quando ele diz que suportará a solidão. Rosmer e Rebecca conversam, sozinhos, depois Rosmer se retira, e Rebecca conversa com D. Helseth.

### Ato II
O segundo ato ocorre no gabinete de trabalho de Rosmer, em sua casa. Ele está recortando uma revista e Rebecca entra. Rosmer se confessa feliz por ter falado a verdade a Kroll. Rebecca revela ter mandado algumas linhas a Mortensgaard, para ajudar Ulrick. Repentinamente, a chegada de Kroll é anunciada. Ele entra, e pede para falar com Rosmer a sós. Rebecca sai.

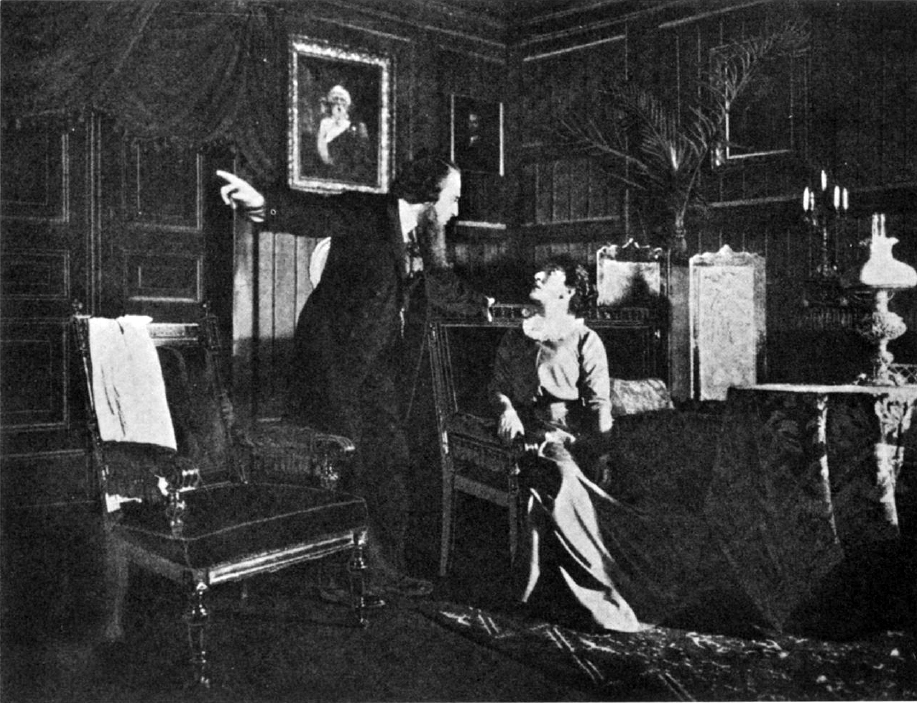
Cena de Rosmersholm, no Lessing Theater, em 1906.

Kroll conta sobre as arruaças de Ulrick, depois insinua que Rebecca possa estar manejando Rosmer, mediante as linhas que mandara a Mortensgaard. Kroll fala sobre o suicídio de Felícia, e Rosmer lembra a piora da esposa quando soube que não poderia, jamais, ser mãe. Kroll insinua que Felícia suicidou-se para deixá-lo viver feliz e à vontade, e que desejava que Rosmer se casasse com Rebecca, assim como insinua que Rosmer esteja sendo manipulado por Rebecca, e que seu relacionamento possa estar entre o livre pensamento e o amor livre. Pede a Rosmer que mantenha, portanto, seus pensamentos em segredo, e não os apregoe. Kroll observa que Rosmer é uma alma ingênua e sem experiência.
Repentinamento, D. Helseth os interrompe e informa a chegada de Mortensgaard. Kroll fica revoltado e Mortensgaard entra. Kroll se retira, indignado. Mortensgaard observa que soube das mudanças de opinião que ocorreram na Rosmersholm, e que o soubera pela carta de Rebecca. Rosmer aceita associar-se ao “Farol” e às causas liberais, e diz ter rompido com tudo, inclusive a religião, para espanto de Mortensgaard, que pede que o assunto relativo à religião não seja revelado. Rosmer não se conforma com isso, e o questiona. Mortensgaard observa que ele pode ser tão mordazmente julgado quanto ele mesmo, Mortensgaard, o fora, no passado, por Rosmer, e que possui uma carta da falecida Felícia, que continha muitas revelações. Entre tais revelações, está o fato de Rosmer ter sido o responsável pela perda do seu cargo de professor, e o fato de Rosmer estar abandonando a fé de sua infância. Rosmer explica a carta através da insensatez de uma doente, Mortensggard discorda.
Mortensgaard sugere que Rosmer seja prudente, pois já não é inatacável; depois sai e Rebecca chega, confessando ter estado ouvindo atrás da porta, e que eles nada têm para ser censurado. Rosmer duvida, acha que agora há a acusação de Felícia, que contêm insinuações a respeito do relacionamento deles, e Rebecca tenta dissuadi-lo dessas dúvidas e dessa insensatez de Felícia. Rosmer sente-se culpado, e questiona Rebecca sobre o tipo de relacionamento que há entre eles, e acaba por pedir que se casem, para que ela o ajude a superar as dúvidas. Rebecca recusa, e diz que vai deixar Rosmersholm, pois não poderia jamais ser sua esposa, e se recusa a explicar o porquê.  Ameaça que, caso a continue interrogando, ela terá o mesmo fim de Felícia, e sai, deixando Rosmer sem compreender.

### Ato III
O terceiro ato se passa na mesma sal do primeiro ato, na casa de Rosmer. Rebecca conversa com D. Helseth. Rosmer chega, conversa com Rebecca e lê o “Jornal do Distrito”, observando que traz insinuações sobre ele, falando em “traidores”, desertores”, e insinuações sobre a vida dos dois. Conversam e Rosmer fala sobre a felicidade, que lhe é um “sentimento doce, alegre, confiante de uma consciência pura”. D. Helseth os interrompe, e segreda algo a Rebecca.
Rosmer diz que Felícia viu que, na verdade, ele amava Rebecca, e o confessa, assim como percebe que Rebecca também nutria amor por ele. Sente-se culpado, Rebecca se revolta. Rosmer sai.
Kroll está esperando no outro cômodo, e Rebecca o recebe. Ele diz querer falar a sós, e a acusa da transformação de Rosmer, a acusa de enfeitiçá-lo, e também à Felícia, e insinua que ela age deliberadamente porque tem o “coração frio”. Rebecca devolve as acusações, observando que a infelicidade de Rosmer vem de Kroll, que o acusa da morte de Felícia.
Kroll fala sobre as origens de Rebecca, que se deixou ser adotada pelo Dr. West, e que Rebecca cuidou dele até o fim, e nada recebeu em troca. Rebecca questiona se há algo imoral em suas origens, e Kroll observa que ela tem um ano a mais do que confessa e insinua ela ser filha ilegítima de West. Rebecca se defende, e Kroll pede que ela e Rosmer legalizem sua situação. Rosmer chega.
Rebecca pede que os três sentem para conversar. Ela fala de quando foi para a casa do Dr. West, e de seu aprendizado, de sua vontade posterior de marchar com Rosmer para a liberdade, mas que isso esbarrou na união conjugal de Rosmer, mergulhada nas trevas. Confessa ter atraído Felícia para o caminho em que se perdeu, e que revelara à Felícia a ideia de Rosmer em se libertar de todos os velhos preconceitos. Confessa insinuações feitas a Felícia para que ela desaparecesse o mais breve possível, de forma que ela sentiu que era seu dever para com Rosmer o ceder o seu lugar.
Kroll fica surpreso com as confissões de Rebecca e Rosmer fica decepcionado. Os dois saem, Rebecca fica só e pede a D. Helseth que traga sua mala, pois vai embora e nunca mais voltará.

### Ato IV
O quarto ato se passa na mesma sala da casa de Rosmer, à noite. Rebecca se prepara para partir, e Rosmer ainda está fora. D. Helseth fica comovida, e revela ter pensado que o Sr. Rosmer fosse “mais direito”, e julga que ela está partindo pelo fim do relacionamento. Rosmer chega.
Rebecca diz a Rosmer que vai partir, e Rosmer indaga para onde. Rebecca diz que voltará para o lugar de onde veio, e está decepcionada com Rosmersholm. Rosmer diz que fez as pazes com Kroll, e que percebeu não ser adequado para a missão de “enobrecer os espíritos”. Observa que Rebecca acreditara que ele lhe poderia ter sido um instrumento, que o usara. Rebecca confessa ter uma revelação para ele.
Os dois conversam. Rebecca confessa que veio para Rosmersholm com a ideia de usar toda a situação para sua idealizações, mas algo a acovardou – o amor por ele. Rosmer não compreende a forma de ela o amar. Rebecca revela ter conseguido alcançar a paz com ele, mas que então se transformou, que conheceu o amor de renúncia, e que ao conhecer o espírito dos Rosmer, percebeu que esse espírito enobrece, mas mata a felicidade.
Rosmer pede que Rebecca lhe restitua a fé que possuía nela, pede uma prova. Nesse instante Ulrik chega, e diz que veio se despedir, pois partirá para a costa. Fala com ironia sobre Mortensgaard, sobre sua sabedoria, sente que foi esvaziado de seus ideais, e insinua, através de simbologias, que seu ex-discípulo, Rosmer, tinha uma causa a fazer triunfar, mas sob a condição do sacrifício da mulher que o ame. Ulrik se despede e sai.
Rosmer sugere que Rebecca parta, e questiona o fato de ela dizer que ele a enobreceu, que ela está dominada por um grande amor. Pergunta a ela se teria coragem de, por seu amor, tomar o mesmo caminho de Felícia. Rebecca fica surpresa. Rosmer diz que, se ela tivesse essa coragem, acreditaria nela, acreditaria em sua causa, no seu poder humano de enobrecer, e que a alma humana poderia ser enobrecida.Rebecca diz que sua fé lhe será restituída.
Rebecca reconhece que, se for, salvará nele o que há de melhor. Rosmer diz que nada mais resta para salvar nele. Rebecca observa que é hora de abandonar a luta, convida-o a irem até o pontilhão que ele tanto evita. Rosmer diz que a seguirá.
D. Helseth vê os dois abraçados junto ao pontilhão, e a morte os arrasta.

## Histórico
Iniciado entre junho e setembro de 1885, Rosmersholm tinha inicialmente o título "Hvide heste" (“Cavalos Brancos”), e Ibsen escreveu três rascunhos até chegar ao roteiro final, tendo completado a peça em 27 de setembro de 1886, então com o título "Rosmersholm".

### Primeira edição
Rosmersholm foi publicado em 23 de novembro de 1886, pela Gyldendalske Boghandels Forlag (F. Hegel & Son), em Copenhague e Christiania. A primeira edição teve tiragem de 8000 cópias. As críticas sobre a peça foram pobres, o que afetou as vendas do livro, e só foi impressa novamente quando foi realizada a coletânea das obras de Ibsen, entre 1898 e 1900.

### Estreia
Rosmersholm foi representada pela primeira vez em 17 de janeiro de 1887, no Den Nationale Scene, em Bergen, sob direção de Gunnar Heiberg, e a interpretação de Didi Heiberg e Nicolai Halvorsen nos papéis de Rebecca West e Johannes Rosmer. O público recebeu a produção friamente.
A peça foi encenada, em seguida, em Gotemburgo, a 18 de março, no Christiania Theater, a 12 de Abril, e em Estocolmo, a 15 de abril. A primeira apresentação na Alemanha foi em Augsburg, no dia 6 de abril. A maioria dessas produções foram fracassos totais.

## Considerações críticas

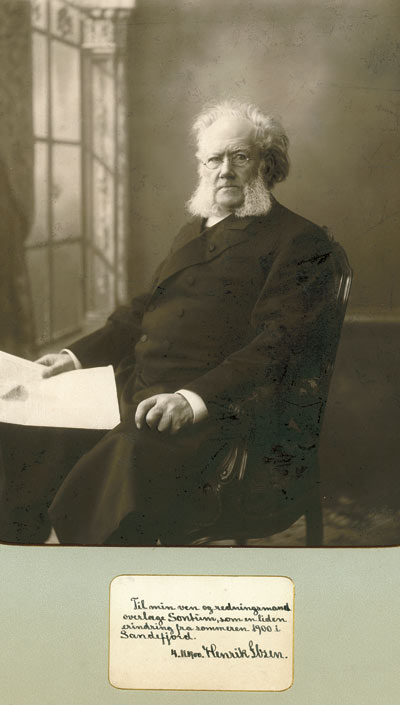
Ibsen, autor de "Rosmersholm", fotografado por Gustav Borgen em 1898

M. Prozor, quando de seu prefácio para o livro, refere que Ibsen, após atacar “certos apóstolos radicais” em “O Pato Selvagem”, fez questão, como homem independente que era, de dissipar o mal-entendido que dera “ganho de causa aos conservadores”, e o fez em Rosmersholm, com “extrema delicadeza e contemplações”. Mais uma vez Ibsen repetiria a interrogação de Brand, “Pode a raça humana ser salva? Infelizmente, não será por vocês. Conheço-lhes as virtudes, as seduções: não há outras maiores neste mundo condenado. Mas há um empecilho: vocês são impotentes”. O poeta desencadeou, assim, “muitas cóleras, acrescidas à decepção que causou”.
Otto Maria Carpeaux define Rosmersholm como “a mais cruel” das peças de Ibsen. Enquanto Kroll representa as “classes conservadoras”, o “ortodoxo hipócrita”, o redator Mortensgaard representa os “movimentos revolucionários”, o “arrivista sujo”, e Ulrik o “anarquista ideal”, que não se vendeu à Sociedade, que perece no “lodo da rua”. A peça representaria a “vitória da dura realidade, na qual não há lugar para a verdadeira vida”.

## Traduções em língua portuguesa
- No Brasil, foi lançada a primeira tradução em 1944, feita por Vidal de Oliveira, na obra "Seis Dramas", que reunia seis obras de Ibsen, pela Coleção "Biblioteca dos Séculos", nº 10, da Editora Globo, em Porto Alegre, com introdução de Otto Maria Carpeaux[2]. Foi relançada em 1985, pela Editora Globo, “Quando despertarmos de entre os mortos/ Rosmersholm”. A tradução de Vidal de Oliveira foi usada em dois espetáculos homônimos, o de Evaristo Ribeiro, em São Paulo, 1955, e o de Ruy Antunes, em Pelotas, 1966.
- Pedro Fernandes. Peças escolhidas 2 (ao lado de Hedda Gabler / A Dama do Mar / O Pato Selvagem) (Coleção: Teatro). Portugal: Livros Cotovia, 2008, ISBN 978-972-795-237-3

## Peças no Brasil

### 1907
- Nome: Rosmersholm
- Local: Rio de Janeiro

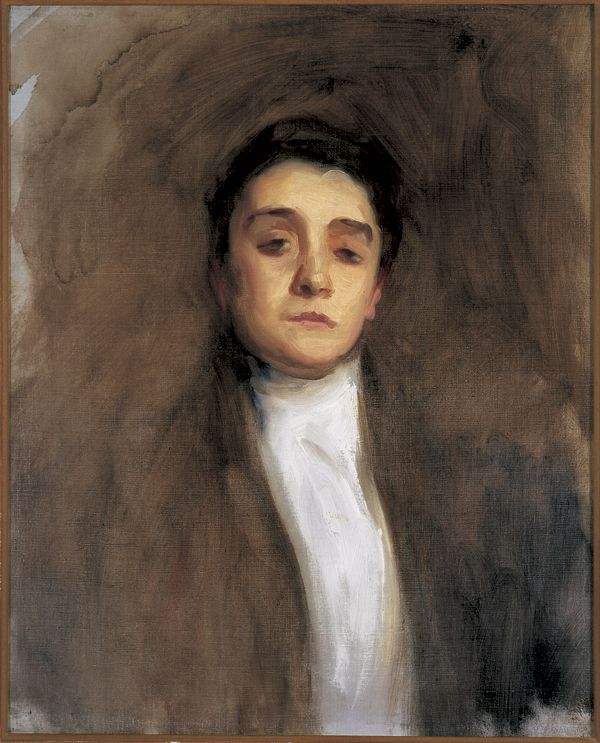
Eleonora Duse, atriz italiana que representou Rosmersholm pela primeira vez no Brasil, no Rio de Janeiro, em 1907.

- Teatro: Estreia no Theatro Lyrico (Rio de Janeiro),  em julho de 1907
- Produção: Empresa Paradossi- Consigli e Lugné-Poe
- Direção: Leo Orlandini
- Elenco: Leo Orlandini, Eleonora Duse

### 1955
- Nome: Rosmersholm
- Local: São Paulo
- Teatro: Estreia no Teatro Leopoldo Fróes (São Paulo), em abril de 1955
- Produção: Departamento Teatral da Faculdade de Direito da Universidade de São Paulo
- Direção: Evaristo Ribeiro
- Elenco: Adélia Vitória Ferreira, Ophélia de Almeida, José Carlos Viegas, Sérgio Salem, Amim Abujamra, José Pacheco

### 1966
- Nome: Rosmersholm
- Local: Pelotas
- Teatro: Estreia no Teatro Gonzaga, em Pelotas, RS, em outubro de 1966
- Produção: Teatro Escola de Pelotas
- Direção: Ruy Antunes
- Elenco: Maria Amélia Ávila, Therezinha Hallal, Angenor Gomes

## Adaptações para televisão

### 1957
- Nome: A casa de Rosmer
- Local: Rio de Janeiro
- Produção: TV Tupi, programa “Grande Teatro Tupi”
- Direção: Sérgio Britto[6]